# Lijst van beelden in Beekdaelen
Dit is een (onvolledige) chronologische lijst van beelden in Beekdaelen. Onder een beeld wordt hier verstaan elk driedimensionaal kunstwerk in de openbare ruimte van de Nederlandse gemeente Beekdaelen, waarbij beeld wordt gebruikt als verzamelbegrip voor sculpturen, standbeelden, installaties, gedenktekens en overige beeldhouwwerken.
| Geplaatst     | Omschrijving                          | Kunstenaar                     | Straat                                    | Plaats        | Materiaal                   | Afbeelding               |
| ------------- | ------------------------------------- | ------------------------------ | ----------------------------------------- | ------------- | --------------------------- | ------------------------ |
| 1719 ?        | Wapensteen                            |                                | Opfergeltstraat, kasteel                  | Wijnandsrade  |                             |                          |
| 1739 ?        | (reliëf gevel)                        |                                | Kerkstraat, kerk                          | Sweikhuizen   |                             |                          |
| 1755          | Wapenreliëf                           |                                | Opfergeltstraat, kasteel                  | Wijnandsrade  |                             |                          |
| 1869          | Bacchusreliëf                         |                                | Ter Hallen                                | Schinveld     |                             |                          |
| 1872          | Sint Jozef                            |                                | Kerkstraat, kerk                          | Doenrade      |                             |                          |
|               | (reliëf)                              |                                | Hagendorenweg, kasteel                    | Amstenrade    |                             |                          |
| 1925 ?        | Heilig Hartbeeld (Schinnen)           | Atelier J.W. Ramakers en Zonen | Kerkplein                                 | Schinnen      | steen                       |                          |
| 1928          | Heilig Hartbeeld (Klein Haasdal)      | onbekend                       | Hermanssteeg / Krakezesteeg               | Klein Haasdal | beton                       |                          |
| 1935          | Heilig Hartbeeld (Schinveld)          | Atelier J.W. Ramakers en Zonen | Kloosterlaan / Schoolstraat               | Schinveld     | Euville                     |                          |
| 1936          | Mariabeeld                            | Wesseling ?                    | Mariabergstraat                           | Schinveld     |                             |                          |
|               | H.Eligius                             |                                | Wilhelminaplein, kerk                     | Schinveld     |                             |                          |
| 1941          | Heilig Hartbeeld (Hulsberg)           | atelier Cuypers-Stoltzenberg   | Raadhuisstraat                            | Hulsberg      | steen                       |                          |
| 1948          | Henri Hermans                         | Charles Vos                    | Dorpsstraat, bij Sint-Bavokerk            | Nuth          | brons                       |                          |
| 1948          | Oorlogsmonument                       | Renald Rats O.F.M.             | Raadhuisstraat, kerk                      | Oirsbeek      | terracotta                  |                          |
|               | Wilhelm van de Bongart                | onbekend                       | Opfergeltstraat, bij Kasteel Wijnandsrade | Wijnandsrade  | brons                       |                          |
| 1949          | Sint Barbara                          | Sjef Eijmael                   | hoek St. Barbarastraat/St. Bavostraat     | Nuth          | hardsteen                   |                          |
| 1954          | Christus                              | Harry Schoenmakers             | Raadhuisstraat, kerk                      | Oirsbeek      | terracotta                  |                          |
|               | Vrouw met kind op schoot              |                                | Reymerbekerweg, kasteel                   | Nuth          |                             |                          |
|               | Guillaume Lemmens (buste)             |                                | Hoofdstraat                               | Schimmert     |                             | Bueste Guillaume Lemmens |
| 1957          | St.Odilia                             | Jean Sondeijker                | Kerkstraat, kerk                          | Sweikhuizen   |                             |                          |
|               | Heilig Hartbeeld (Puth)               |                                | Pastoor Albertsstraat / Kerkstraat        | Puth          |                             |                          |
|               | Maria en Kind                         |                                | Pastoor Albertsstraat / Kerkstraat        | Puth          |                             |                          |
|               | {beeld}                               |                                | Kerkstraat, pastorie                      | Doenrade      |                             |                          |
| 1959          | Oorlogsmonument                       | Jos Hermans                    | Deweverplein                              | Nuth          | musschelkalksteen           |                          |
| 1962          | Sint Barbara                          | Paul Driessen                  | hoek Stephanusstraat/Hellebroekerweg      | Wijnandsrade  | Frans kalksteen             |                          |
| 1962          | Reliëf De drie spinsters              | Jos Hermans                    | Keelkampstraat                            | Nuth          | gietbeton                   |                          |
| 1967          | Twee handen dragen de zon             | Eugène Laudy                   | Schoolstraat                              | Hulsberg      | steen                       |                          |
| 1969 / 2014   | Ernest de Limpens (buste)             | Pierre Habets / Charles Eyck   | Raadhuisstraat / Grachtstraat             | Oirsbeek      |                             |                          |
| 1969          | Jojo                                  | Jos Hermans                    | Rozenstraat                               | Vaesrade      | staal                       |                          |
| 1969          | Het Torentje                          | Rob Stultiens                  | hoek Aalberkerweg/Schoolstraat            | Hulsberg      |                             | Het Torentje             |
| 1970          | Gemeenschapszin                       | Gène Eggen                     | Kerkstraat                                | Doenrade      | kalkzandsteen               |                          |
| 1978          | De Dansenden                          | Twan Lendfers                  | Dorpsstraat                               | Bingelrade    |                             |                          |
| 1979          | Appel en peer                         | Louis Wierts                   | St. Remigiusstraat                        | Schimmert     | beton                       |                          |
| 1981          | De vliegende bok                      | Dick Roymans                   | Wilhelminaplein                           | Hulsberg      | brons                       |                          |
| 1981          | Elementen                             | Arthur Spronken                | Markt                                     | Oirsbeek      |                             |                          |
| 1983          | Zuil van Aalbeek                      | Chris Rutten                   | Aalbekerweg                               | Hulsberg      | veldbrandsteen              |                          |
| 1984          | Koningvogelschieten                   | Sjra Schoffelen                | Wilhelminaplein                           | Schinveld     |                             |                          |
| 1989          | Ceres                                 | Lo van der Linden              | Scalahof                                  | Schinnen      | staal                       |                          |
|               | Lakens te drogen                      | Louis Reijnen                  | A ge Water / Beekstraat                   | Schinveld     |                             |                          |
| 1989          | Emile Thissen                         | René Habets                    | Kerkstraat                                | Sweikhuizen   |                             |                          |
| 1993          | Hoorns                                | Twan Lendfers                  | Beekstraat                                | Schinveld     |                             |                          |
| 1993          | Mercurius / De gevleugelde voet       | Jos Hermans                    | Stationstraat                             | Nuth          | rvs                         |                          |
| 1994          | De harpspeelster of Vrouw met de harp | Fons Bemelmans                 | Opfergeltstraat, bij Kasteel Wijnandsrade | Wijnandsrade  | brons                       |                          |
| 1995 / 2014   | Knuffelende Ganzen                    | Vera de Haas                   | Habetshof                                 | Nuth          |                             |                          |
| 1996          | Poort en boot                         | Louis Wierts                   | Dorpsstraat                               | Nuth          | hardsteen                   |                          |
| 1996          | Vruchtbare aarde                      | Thomas Junghans                | Dorpsstraat, bij St. Bavokerk             | Nuth          | brons                       |                          |
| 1996          | Opvliegende zwanen                    | Jos Dirix                      | Opfergeltstraat, bij Kasteel Wijnandsrade | Wijnandsrade  | brons                       |                          |
| 1996          | plaquette Limburgsland                | Ron Benen                      | Stationsstraat                            | Nuth          | brons                       |                          |
| 1996          | Het gezin                             | Ron Benen                      | Hellebroekerweg                           | Wijnandsrade  | brons                       |                          |
| 1997          | De Levensbol                          | Louis Wierts                   | Parallelweg-Noord                         | Hulsberg      | brons                       |                          |
| 1997          | Promotheus                            | Twan Lendfers                  | Weidestraat                               | Schimmert     | brons                       |                          |
| 1997          | Aarde, water, lucht                   | Pierre Lumeij                  | hoek Wilhelminastraat/Stationsstraat      | Nuth          | brons, cortenstaal en steen |                          |
| 1998          | Groei                                 | Jos Hermans                    | Keelkampstraat                            | Nuth          | brons                       |                          |
| 1999          | Paarden mennende ruiters              | Dick van Wijck                 | Roggeveld                                 | Hulsberg      | brons                       |                          |
| 1999          | Ontmoeting/Dans                       | Jo Ramakers                    | Vaesrade, bij gemeenschapshuis            | Vaesrade      | brons                       |                          |
| 2003          | Stalen druppel                        | Jef Wishaupt                   | Hoofdstraat / Beekerbaan                  | Schimmert     |                             | Stalen Druppel           |
| 2005          | Aan de Belboom                        | Ivon Drummen                   |                                           | Schinveld     |                             |                          |
| 2006          | Levensdans                            | Jenny Roost                    | Kanunnik van Nuysstraat                   | Schinveld     |                             |                          |
| 2006          | Wereldbol met pater en zuster         | Vera de Haas                   | Rozemarijnstraat / Op de Bies             | Schimmert     |                             |                          |
| 2008          | De ontmoeting                         | Pierre Habets                  | Kloosterlaan                              | Schinnen      |                             |                          |
| 2011          | ‘T Taarmenneke                        | Vera de Haas                   | Hoofdstraat                               | Schimmert     |                             | 't Taarmenneke           |
| 2011          | Thieske van Austroa                   | Pierre Habets                  | Hoofdstraat / Raadhuisplein               | Amstenrade    | brons                       | Thieske van Austroa      |
| 2015 of later | De Grote Haas                         |                                | hoek Groot-Haasdal-Billich                | Groot Haasdal | hout                        | De Grote Haas            |
| 2018          | D’n Um                                | Matheo van der Sluis           | De Douve                                  | Merkelbeek    | brons                       | D'n Um                   |
| 2019          | De Lotusbloem                         | Marijke de Goey                | N274 / Jabeekerstraat (fietsbrug)         | Schinveld     | rvs                         |                          |